# سيد قطب
سيد قطب إبراهيم حسين الشاذلي (9 أكتوبر 1906م - 29 أغسطس 1966م) كاتب وشاعر وأديب وداعية ومُنظِّر إسلامي مصري، مؤلِّف كتاب «في ظلال القرآن» و«معالم في الطريق» و«المستقبل لهذا الدين» وعدَّة قصائد منها «أخي أنت حرٌُ» و«غُرباء» و«حدثيني»،  تأثَّر بفرحة الأمريكيين باغتيال حسن البنا مؤسس جماعة الإخوان المسلمين فانضم لهم عند رجوعه لمصر، شغل منصب رئيس قسم نشر الدعوة في الجماعة ورئيس تحرير جريدة الإخوان المسلمون وعضو في مكتب الإرشاد. اشتُهِر بتفسيره للقرآن الكريم بأسلوبٍ أدبيٍّ وتنظيره لتوحيد الحاكمية والجاهلية المعاصرة وتكوين الطليعة المؤمنة التي تعمل على إحياء المجتمع الإسلامي عبر إعادة غرس العقيدة في الناس والتربية الأخلاقية الإسلامية، ثمَّ السعي بعد ذلك لإقامة الدولة الإسلامية بناءً على أطروحات حسن البنا وأبو الأعلى المودودي، 
ألَّف 24 كتابًا،  مع حوالي 30 كتابًا لم تنشر بعضها لأسباب مختلفة،  وما لا يقلُّ عن 581 مقالة،  بما في ذلك الروايات ونقد الفنون الأدبية وأعمال التعليم، فهو أكثر مشهور في العالم الإسلامي بعمله على ما يعتقد أنَّه الدور الاجتماعي والسياسي للإسلام، لا سيَّما في مؤلفاته العدالة الاجتماعية و«معالم في الطريق». تأليفه العظيم، في ظلال القرآن، هو تعليق من 30 مجلدًا على القرآن.
خلال معظم حياته، كانت الدائرة المقرَّبة من قطب تتكون أساسًا من سياسيين مؤثرين ومثقفين وشعراء وشخصيات أدبية، في كل من عصره ومن الجيل السابق. بحلول منتصف الأربعينيات من القرن الماضي، تمَّ إدراج العديد من كتاباته في مناهج المدارس والكليات والجامعات.
على الرغم من أنَّ معظم ملاحظاته وانتقاداته كانت موجَّهة إلى العالم الإسلامي، إلا أنَّ قطب معروف أيضًا باستنكاره الشديد لمجتمع وثقافة الولايات المتحدة والغرب،  الذي اعتبره ماديًا، ومهوسًا بالعنف والملذات الجنسية. دعا إلى الجهاد الدفاعي والهجومي أو ما يُعرف بـ«جهاد الطلب». وصفه أتباعه بأنَّه مُفكِّر عظيم وشهيد للإسلام،  بينما يرى العديد من المراقبين الغربيين وبعض المسلمين أنَّه منشئ رئيسي للفكر الإسلامي،  ومصدر إلهام للجماعات الإسلامية العنيفة مثل تنظيم القاعدة وتنظيم داعش، يُنظر إلى قطب على نطاق واسع على أنَّه واحد من أكثر الإيديولوجيين الإسلاميين شهرة في القرن العشرين. أثَّرت أفكار قطب حول الجاهلية وربطه الوثيق بين تطبيق الشريعة والتوحيد الإسلامي بشكل كبير على الحركات الإسلامية والجهادية المعاصرة. اليوم، يعرَّف أنصاره من قِبَل معارضيهم بأنَّهم «قطبيون» أو «قطبي».
أُعدم في 29 أغسطس 1966 بتهمة «تأسيس تنظيم سري مسلح لحزب الإخوان المسلمين المنحل ومحاولة قلب نظام الحكم بالقوة»، بينما نفى سيد قطب تخطيطه لقلب نظام الحكم وأشار قطب في كتابه "لماذا أعدموني؟" بأنَّ هذا كان ضمن "خطة رد الاعتداء" بهدف شلِّ حركة الدولة عن استهداف الحركة الإسلامية.

## نشأته
ولد في قرية موشا وهي إحدى قرى محافظة أسيوط في صعيد مصر تلقى بها تعليمه الأولي وحفظ القرآن الكريم ثم التحق بمدرسة المعلمين الأولية عبد العزيز بالقاهرة ونال شهادتها والتحق بدار العلوم وتخرج عام 1352 هـ - 1933 م. عمل بوزارة المعارف بوظائف تربوية وإدارية، وابتعثته الوزارة إلى أمريكا لمدة عامين وعاد عام 1370 هـ - 1950 م. انضم إلى حزب الوفد الليبرالي لسنوات وتركه على أثر خلاف في عام 1361 هـ - 1942 م. وفي عام 1370 هـ - 1950 م انضم إلى جماعة الإخوان المسلمين تأثرا بفرحة الأمريكيين بإغتيال حسن البنا، تولي منصب رئيس قسم نشر الدعوة في الجماعة ورئيس تحرير جريدتها الرسمية وقيادي في مكتب الإرشاد العام،  كما خاض معهم نشاطهم السياسي الذي بدأ منذ عام 1954 م إلى عام 1966 م. وحوكم بتهمة التآمر على نظام الحكم وصدر الحكم بإعدامه وأعدم عام 1385 هـ - 1966 م.
مر سيد قطب بمراحل عديدة في حياته منذ الطفولة. المرحلة الأدبية البحتة التي كان فيها متأثرا بعباس العقاد. ثم مرحلة فكرية. ثم توجه للأدب الإسلامي. إلى المجال السياسي حتى صار رائد الفكر الحركي الإسلامي أو ما يعرف بالقطبية، وهذه المرحلة هي التي يعرفه الناس بها حتى اليوم.
يعد سيد قطب من أكثر الشخصيات تأثيرًا في الحركات الإسلامية التي وجدت في بداية الستينيات من القرن الماضي. له العديد من المؤلفات والكتابات حول الحضارة الإسلامية، والفكر الإسلامي. هو الابن الأول لأمه بعد أخت تكبره بثلاث سنوات وأخ من أبيه غير شقيق يكبره بجيل كامل. وكانت أمه تريد منه أن يكون متعلمًا مثل أخواله. كما كان أبوه عضوًا في لجنة الحزب الوطني وعميدًا لعائلته التي كانت معروفة في القرية.

### الدراسة
تلقى دراسته الابتدائية في قريته، ثم سافر في سنة 1920م إلى القاهرة والتحق بمدرسة المعلمين الأولية ونال منها شهادة الكفاءة للتعليم الأولي. بدأ بحفظ القرآن الكريم في السنة الثانية الابتدائية وعمره حوالي ثماني سنوات. وبعد ثلاث سنوات أتم حفظ القرآن كاملاً. ثم التحق بتجهيزية دار العلوم. وفي سنة 1932م حصل على شهادة البكالوريوس في الآداب من كلية دار العلوم.
عندما خرج سيد قطب إلى المدرسة حفظ القرآن الكريم كاملاً في سن العاشرة بعد إشاعة بأن المدرسة لم تعد تهتم بتحفيظ القرآن. وفي أثناء ثورة 1919 م أثر في تشبعه بحب الوطن كما تأثر من الثورة بالإحساس بالاستقلال وحرية الإرادة وكانت دارهم ندوة للرأي شارك سيد قطب فيها بقراءة جريدة الحزب الوطني ثم انتهى به الأمر إلى كتابة الخطب والأشعار وإلقائها على الناس في المجامع والمساجد.
ذهب سيد قطب إلى القاهرة في سن الرابعة عشرة وأقام عند أسرة واعية وجهته إلى التعليم وهي أسرة خاله الذي يعمل بالتدريس والصحافة وكان لدى الفتى حرص شديد على التعلم. والتحق سيد قطب أولاً بإحدى مدارس المعلمين الأولية - مدرسة عبد العزيز - ولم يكد ينتهي من الدراسة بها حتى بلغت أحوال الأسرة درجة من السوء جعلته يتحمل المسؤولية قبل أوانها وتحولت مهمته إلى إنقاذ الأسرة من الضياع.

## العمل
اضطر سيد أن يعمل مدرسًا ابتدائيًا حتى يستعين بمرتبه في استكمال دراسته العليا من غير مباشرة من أحد من الأهل إلا نفسه وموروثاته القديمة. وكان هذا التغير سببًا في الاحتكاك المباشر بالمجتمع الذي كان لا بد له من أسلوب تعامل يختلف عن أسلوب القرويين وتجربتهم. ثم بلغ سيد قطب نهاية الشوط وتخرج في دار العلوم عام 1933 م وعين موظفًا - كما أمل وأملت أمه معه - غير أن مرتبه كان ستة جنيهات ولم يرجع بذلك للأسرة ما فقدته من مركز ومال فهو مدرس مغمور لا يكاد يكفي مرتبه إلى جانب ما تدره عليه مقالاته الصحفية القيام بأعباء الأسرة بالكامل. وانتقل سيد قطب إلى وزارة المعارف في مطلع الأربعينيات ثم عمل مفتشاً بالتعليم الابتدائي في عام 1944 م وبعدها عاد إلى الوزارة مرة أخرى. حيث عمل مدرساً حوالي ست سنوات. ثم سنتين في وزارة المعارف بوظيفة مراقب مساعد بمكتب وزير المعارف آنذاك إسماعيل القباني وبسبب خلافات مع رجال الوزارة قدم استقالته على خلفية عدم تبنيهم لاقتراحاته ذات الميول الإسلامية.

## تأثره
بدأ قطب متأثراً بحزب الوفد وخصوصًا بكاتبه عباس محمود العقاد فقد تأثر كثيراً باعتقادات العقاد وكان من أشد المدافعين عنه إلا أن نظرته إلى الجيل السابق أخذت تتغير شيئاً فشيئاً وصار ينحى باللائمة على ذلك الجيل في تردي أوضاع الأمة وبدأ بإنشاء منهج اختطه بنفسه وفق ما اقتضته الظروف العصيبة للمجتمع والأمة. زاد شغفه بالأدب العربي وقام بتأليف كتاب كتب وشخصيات وكتاب النقد الأدبي - أصوله ومناهجه. ثم تحول إلى الكتابة الإسلامية فكتب كتاب التصوير الفني في القرآن الذي لاقى استحسانًا واسعًا بين الأدباء وأهل العلم.

## الدراسة في أمريكا
حصل سيد قطب على بعثة للولايات المتحدة في 3 نوفمبر 1948 م من وزارة المعارف للتخصص في التربية وأصول المناهج. وكان يكتب المقالات المختلفة عن الحياة في أمريكا وينشرها في الجرائد المصرية ومنها مقال بعنوان أمريكا التي رأيت يقول فيه 
وذكر سيد قطب أنه تعرف على حركة الإخوان المسلمين ومؤسسها حسن البنا عندما تم اغتيال حسن البنا ظن بأن الأمريكيين قاموا بالابتهاج والفرح لمقتل البنا مما أثر في نفسية سيد قطب وأراد أن يتعرف على هذه الحركة عندما يعود إلى بلده،  إلا أن علي جمعة مفتي الجمهورية المصري السابق زعم أن الأمريكيين لم يحتفلوا بسبب وفاة حسن البنا بل كان احتفالاً بيوم الفالنتين ولكن بسبب ضعفه في اللغة الإنجليزية أستوعب الأمر بشكل خاطئ. وعند عودته أحسن الإخوان استقباله فأحسن الارتباط بهم وأكد صلته حتى أصبح عضوًا في الجماعة.

## الحالة الأسرية
كانت تحيط بسيد مفارقات لا تجتمع حيث كان ضعيف البنية قوي القلب ولذلك تعجب الشيخ علي الطنطاوي من شكله لما التقاه إذ لم يتصور أن المقالات العنيفة تصدر من شخص ضعيف البنية تبدوا عليه مظاهر المسالمة والموادعة ومن المفارقات أن سيد كان حاد اللسان مرهف الإحساس شبيهاً في ذلك بابن حزم الظاهري ونحن إذ نذكر إحساس سيد المرهف لا بد لنا من التطرق للمرأة في حياة سيد فالحس المرهف لسيد جعله يعاني فكان من الذين أحبوا مراراً ولم يصلوا حب سيد هو الحب الراقي حب العفاف والطهر فقد أحب في البداية فتاة وسافر للدراسة ورجع فإذا هي متزوجة فاغرورقت عيناه ثم اضطر للانسحاب ثم أحب فتاة غيرها وتبين له أنها تحب غيره وظل خاطباً لها سنوات عديدة، يتعذب بها حتى صارت نتاجاً أدبياً رفيعاً من أشهره قصيدة الكأس المسموم ورواية الأشواك ثم اضطر بعد ذلك لفسخ الخطبة.
وظل يعاني سنيناً وقد صرفه ذلك عن الحب سنوات عديدة ثم توجه بعد ذلك من العمل الأدبي البحت إلى الأدبيات الإسلامية ثم انضم لجماعة الإخوان واستغرق العمل الحركي كل وقته وقبل أن يعتقل أحب فتاة ملتزمة وأقدم على خطبتها لكنه قبل ذلك اعتقل وألقي في السجن ليقضي به سنوات من عمره ثم خرج بعفو صحي وكان عمره قارب التاسعة والخمسين وقد فكر بالزواج ووجد بغيته وأوشك على خطبتها لكن حبل المشنقة سبقه إلى ذلك.

## الانتماء الفكري وحزب الوفد
اختار سيد قطب حزب الوفد ليستأنس بقيادته في المواجهة وكان يضم وقتذاك عباس محمود العقاد وزملاءه من كتاب الوفد وارتفعت الصلة بينه وبين العقاد إلى درجة عالية من الإعجاب لما في أسلوب العقاد من قوة التفكير ودقة التغيير والروح الجديدة الناتجة عن الاتصال بالأدب الغربي.

## جماعة الإخوان المسلمين
عندما ابتعثت الحكومة المصرية سيد قطب للولايات المتحدة تأثر بفرحة ممرض أمريكي باغتيال حسن البنا مؤسس جماعة الإخوان المسلمين فيحكي عن ذلك: «كنت أكره دعوة الإخوان المسلمين، وابتعثتني الحكومة المصرية إلى أمريكا سنة 1949 من أجل دراسة المناهج – حيث كنت مفتشاً في وزارة المعارف –وهناك حدثت لي قضية شدت ناظري ولفتت انتباهي، أنني في الثالث عشر من فبراير سنة 1949 كنت نزيلا في مستشفى من المستشفيات الأمريكية فظهرت معالم الزينة والأفراح في المستشفى، فسألت أحد الممرضين: أي عيد هذا الذي تحتفلون فيه؟ قال الممرض وببساطة ودون تفكير: اليوم قتل عدو أمريكا الأكبر في الشرق، اليوم قتل حسن البنا! قال سيد : هذه الكلمة هزت السرير تحتي وجعلتني أنتبه، (لا يمكن لإنسان يكيد له العالم هذا الكيد إلا أن يكون على حق).»

لما وضعت الحرب العالمية الثانية أوزارها زادت الأوضاع السياسية والاجتماعية والاقتصادية سوءًا وفسادًا وكانت جماعة الإخوان المسلمين هي أوضح الجماعات حركة وانتشارًا حتى وصلت لمعاقل حزب الوفد كالجامعة والوظائف والريف وأخذت تجذب بدعوتها المثقفين. في 23 أغسطس عام 1952م عاد سيد من الولايات المتحدة إلى مصر للعمل في مكتب وزير المعارف. وقامت الوزارة على نقله أكثر من مرة الأمر الذي لم يرق لسيد فقدم استقالته من الوزارة في تاريخ 18 أكتوبر عام 1952م. وبعد انتهاء الحرب العالمية الثانية ازدادت الأحوال المعيشية والسياسية سوءًا ولعبت حركة الإخوان المسلمين دورًا بارزًا في عجلة الإصلاح والتوعية. واستقطبت حركة الإخوان المسلمين المثقفين وكان لسيد قطب مشروع إسلامي يعتقد فيه بأنه: 
 ولذلك كانت بداية العلاقة بين سيد قطب والإخوان المسلمين هو كتاب العدالة الاجتماعية في الإسلام وفي الطبعة الأولى كتب في الإهداء:
 وفهم الإخوان المسلمون أن هذا الإهداء يعنيهم هم فأصبحوا يهتمون بأمره ويعتبرونه صديقاً لهم إلى أن انضم فيما بعد إلى الحركة وأصبح مسؤولًا للقسم الدعوي فيها.
كما مدح الإخوان المسلمين ومؤسسهم حسن البنا فقال: «في بعض الأحيان تبدو المصادفة العابرة كأنها قدر مقدور، وحكمة مدبرة في كتاب مسطور.. حسن "البنا".. إنها مجرد مصادفة أن يكون هذا لقبه.. ولكن من يقول إنها مصادفة، والحقيقة الكبرى لهذا الرجل هي البناء وإحسان البناء، بل عبقرية البناء، لقد عرفت العقيدة الإسلامية كثيراً من الدعاة .. ولكن الدعاية غير البناء .. وما كان كل داعية يملك أن يكون بنّاء، وما كل بناء يوهب هذه العبقرية الضخمة في البناء.. هذا البناء الضخم.. الإخوان المسلمون»
يقول محمد علي الضناوي: «ولم تتضح المبادئ التي حددها الإمام الشهيد (حسن البنا) إلا بالمعالم التي رسمها سيد قطب.» ويقول الشيخ سعيد حوى:«إن خط سيد قطب مكمل لخط البنا وليس معارضاً له، كل ما في الأمر أن سيداً عمق هذا الخط وأعطاه مداه في بعض الأمور، والأستاذ البنا هو البنا»، ويقول يوسف العظم:«كان البنا مهندس الجماعة وبانيها، وكان سيد قطب نبعها الثر بزخم فكري ثر وعطاد من فور الإيمان، يقدمه منهاج حركة ومنهاج حياة لجماعة، عملت منذ وجدت، لتطبيق شرع الله في الأرض، واستئناف الحياة الإسلامية، رغم كل الظروف القاسية والمؤامرات المريبة التي لا ترحم».

## هيئة التحرير
حاول جمال عبد الناصر أن يحتوي سيد قطب قبل انضمامه للإخوان عندما انشق هو عنهم وأسس هيئة التحرير فأقامت الهيئة لسيد قطب احتفالاً كبيراً وعندما قام سيد متحدثاً قال أنه متهيء للسجن ولما هو أكثر من السجن فقام جمال وعاهده على الدفاع عنه وهو ذاته الرجل الذي أمر بإعدامه فيما بعد. [محل شك]كان جمال عبد الناصر يعلم المكسب العظيم من انضمام سيد للهيئة فعرض عليه استلام وزارة المعارف فرفض سيد هذا العرض وأعلن انشقاقه عن هيئة التحرير. وهكذا انضم سيد قطب إلى صفوف الإخوان لكنه انضمام عن قناعة. لم ينضم للإخوان في مرحلة الرخاء بل في وقت المحنة ولذلك وبعد فترة وجيزة ألقي بالسجن مرات عديدة وظل قابعاً في السجن سنوات عديدة من عمره [بحاجة لمصدر]ذاق فيها صنوفاً من التعذيب إضافة إلى أمراضه في الكلى والمعدة والرئة وقد أصيب من جراء التعذيب بنزيف رئوي شديد وذبحة صدرية.
- سيد قطب انتمى للإخوان بشكل متأخر في سنة 1953 تقريباً وعينه المرشد العام حسن الهضيبي رئيسا لقسم الدعوة خلفا للبهي الخولي الذي انضم إلى عبد الناصر في عام 1954، ورأس سيد قطب تحرير مجلة الإخوان المسلمين.

## الحس الأدبي

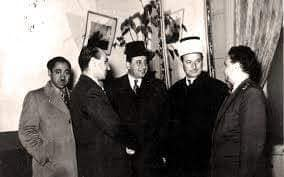
الأديب سيد قطب مع محمد محمود الصواف.

امتلك سيد قطب موهبة أدبية قامت على أساس نظري وإصرار قوي على تنميتها بالبحث الدائم والتحصيل المستمر، حتى مكنته من التعبير عن ذاته وعن عقيدته يقول:
 وطوال مسيرته ضرب سيد قطب مثل الأديب الذي غرس فيه الطموح والاعتداد بالنفس وتسلح بقوة الإرادة والصبر والعمل الدائب كي يحقق ذاته وأمله. ولم تفتنه الحضارة الغربية من إدراك ما فيها من خير وشر بل منحته فرصة ليقارن بينها وبين حضارة الفكر الإسلامي وجمع بينه وبين حزب الوفد حب مصر والمشاعر الوطنية وجمع بينه وبين الإخوان المسلمين حب الشريعة وتحقيق العدالة الاجتماعية وبناء مجتمع إسلامي متكامل. واستطاع بكلمته الصادقة أن يؤثر في كثير من الرجال والشباب التفوا حوله رغم كل العقبات والأخطار التي أحاطت بهم وأصبح من الأدباء القلائل الذين قدموا حياتهم في سبيل الدعوة التي آمنوا بها.
وجد سيد قطب ضالته في الدراسات الاجتماعية والقرآنية التي اتجه إليها بعد فترة الضياع الفكري والصراع النفسي بين التيارات الثقافية الغربية. ويصف قطب هذه الحالة بأنها اعترت معظم أبناء الوطن نتيجة للغزو الأوروبي المطلق. ولكن المرور بها مكنه من رفض النظريات الاجتماعية الغربية بل إنه رفض أن يستمد التصور الإسلامي المتكامل عن الألوهية والكون والحياة والإنسان من ابن سينا وابن رشد والفارابي وغيرهم لأن فلسفتهم – في رأيه – ظلال للفلسفة الإغريقية.

## السلفية الجهادية
اعتبر بعض الباحثين سيد قطب من أوائل منظري فكر السلفية الجهادية كون جماعات السلفية الجهادية تستخدم كتبه والمفاهيم التي وضعها كالغلو في مسألة الحاكمية وربطها بتوحيد الله وتكفير الحاكم بغير ما أنزل الله، ورؤيته حول الجيوش الوطنية، والقول بجاهلية المجتمعات.
بينما يرفض الإخوان المسلمين اتهام سيد قطب بأنه يدعو لإقامة النظام الإسلامي بقوة السلاح أو قلب نظام الحكم بالقوة وإنما يتكلم عن رد اعتداء الأنظمة علي الحركة الإسلامية ضمن خطة 《رد الاعتداء》:

## المحاكمة والمعتقل

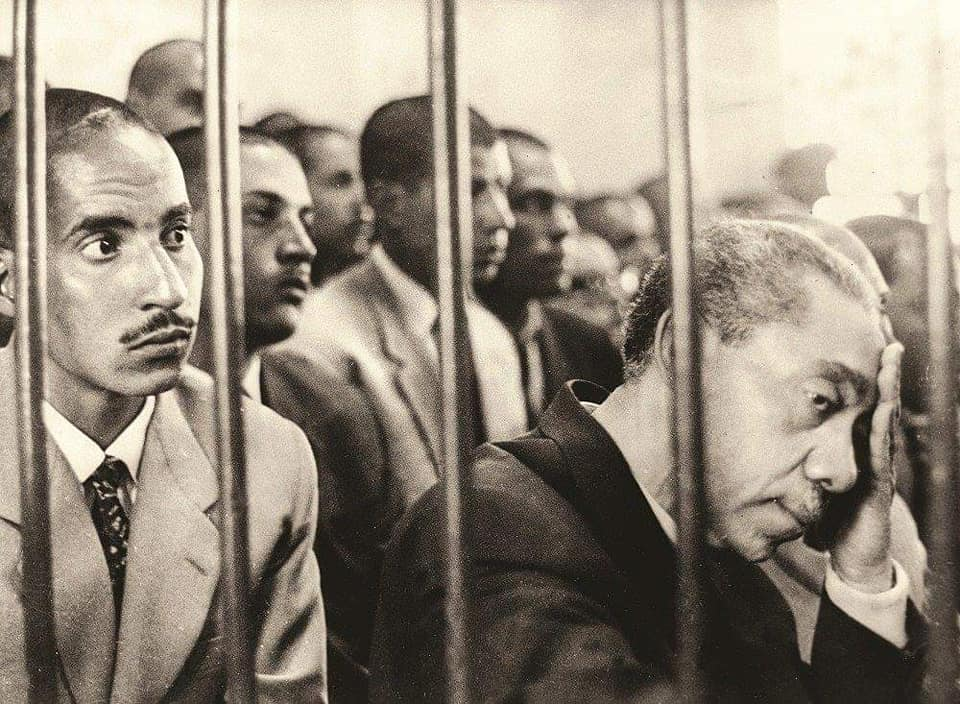
سيد قطب ورفاقه في السجن أثناء محاكمتهم في قضية تنظيم 65 بتهمة تاسيس تنظيم سري مسلح لحزب الإخوان المسلمين المنحل ومحاولة قلب نظام الحكم بالقوة.

توطدت علاقة سيد بالإخوان المسلمين وساهم في تشكيل الهيئة التأسيسية لجماعة الإخوان. وكان سيد قطب المدني الوحيد الذي كان يحضر اجتماعات مجلس الثورة التي قام بها الضباط الأحرار بقيادة محمد نجيب.[بحاجة لمصدر] ولكنه سرعان ما اختلف معهم على منهجية تسيير الأمور مما اضطره إلى الانفصال عنهم. بدأت محنته باعتقاله - بعد حادثة المنشية في عام 1954 م حيث اتهم الإخوان بمحاولة اغتيال الرئيس المصري جمال عبد الناصر - ضمن ألف شخص من الإخوان وحكم عليه بالسجن 15 سنة ذاق خلالها ألوانًا من التعذيب والتنكيل الشديدين ومع ذلك أخرج كتيب هذا الدين والمستقبل لهذا الدين كما أكمل تفسيره في ظلال القرآن. تم الإفراج عنه بعفو صحي في مايو عام 1964 م وكان من كلماته وقتذاك:
 وأوشكت المحنة على الانتهاء عندما قبض على أخيه محمد قطب يوم 30 يوليو 1965 م [انحياز][ما هي؟]
فبعث سيد قطب برسالة احتجاج إلى المباحث العامة فقبض عليه هو الآخر في 9 أغسطس عام 1965 م وقدم مع كثير من الإخوان للمحاكمة وحكم عليه وعلى 7 آخرين بالإعدام ولم يضعف أمام الإغراءات التي كانت تنهال عليه من أجل العفو عنه في مقابل أن يمدح الثورة وقوادها فكان رده بكل ثباتٍ وعزيمة [محل شك]

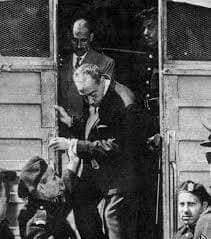
الأديب سيد قطب.

تدخل الرئيس العراقي الأسبق المشير عبد السلام عارف لدى الرئيس عبد الناصر للإفراج عنه في مايو عام 1964م.[بحاجة لمصدر] إلا أنه ما لبث أن اعتقل ثانيةً بعد حوالي ثمانية أشهر بتهمة التحريض على حرق معامل حلوان لإسقاط الحكومة كما حدث في حريق القاهرة. عمل سيد خلال فترة بقائه في السجن على إكمال أهم كتبه: التفسير الشهير في ظلال القرآن وكتابه معالم في الطريق والمستقبل لهذا الدين.وقد جعل سيد السجن نتاجاً إسلامياً لمؤلفاته. لم يكن سجيناً ذليلاً فعندما كان يقدم أهله له الدجاج في السجن كان لا يذوقه ويقدمه لإخوانه المساجين. وقد كان ثباته ومعاندته للباطل ممتدة إلى أن فارقت روحه هذه الدنيا فقد حوكم من قبل القاضي فؤاد الدجوي بمحاكمة عسكرية إلى أن حكم عليه بالإعدام.
- ورغم تلك الروايات إلا أن الأستاذ فريد عبد الخالق مرافق الإمام حسن البنا مؤسس جماعة الإخوان المسلمين وعضو الهيئة التأسيسية ومكتب الإرشاد الأسبق في الجماعة، في شهادته على تلك الأحداث أقر بأن سبب القبض على سيد قطب كان تنظيمه السري المنفصل عن الجماعة الذي عرف بتنظيم (65) والذي كان يهدف فيه إلى قتل عبد الناصر وتصفيته وقلب النظام،

ففى شهادة للأستاذ عبد الخالق في برنامج شاهد على العصر بصفته معاصرا لكل هذه الأحداث ومشاركا فيها، 

سأله أحمد منصور: هل كان واضحاً إنهم بيستهدفوا قتل عبد الناصر وتصفيته وقلب النظام؟.

فأجاب فريد عبد الخالق:«أيوه هو كان ماشي على الوضع ده، فأنا لما نبهته إلى الخطر ده وإن ده لا يلقى يعني ليس سليما لا من المنظور الإسلامي ولا من المنظور الإخواني كمنهج تغيير المنهج إصلاحه فقال لي طيب أنا الكلام اللي أنا فهمته أنت عايز تقول له بس أنا هرجع برضه للإخوان اللي هم معايا في التنظيم اللي هم الأعضاء عاملين زي مكتب يعني من استشارة لازم أقول لهم فممكن نتقابل ثاني بعد ما أقول لهم».

وفي شهادته أيضا قال أن تنظيم 65 كان بعيدا عن سلطة المرشد العام للجماعة وعندما علم به كلفه شخصيا وقال له أنا لم آذن به وأكلفك بأنك أنت يعني تقضي عليه."

## الحكم القضائي

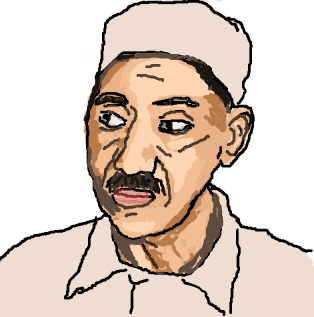
رسم لسيد قطب وهو في السجن.

في يوم 30 يوليو 1965م ألقت الشرطة المصرية القبض على شقيق سيد محمد قطب وقام سيد بإرسال رسالة احتجاج للمباحث العامة في تاريخ 9 أغسطس 1965م. أدت تلك الرسالة إلى إلقاء القبض على سيد والكثير من أعضاء جماعة الإخوان المسلمين وحُكم عليه بالإعدام مع 6 آخرين وتم تنفيذ الحكم في فجر الإثنين 13 جمادى الآخرة 1386 هـ الموافق 29 أغسطس 1966م. 
 أثناء محاكمة سيد قطب طلب القاضي - الذي عينته الثورة - من سيد أن يذكر الحقيقة فكشف سيد قطب عن ظهره وصدره اللذان تظهر عليهما آثار السياط وعصيان الحراس وقال للقاضي:
 وبعدها أصبحت جلسات المحاكمة مثار السخرية بين الجمهور.
- في القضية رقم 12 لسنة 1965 (تنظيم 65)، كان الاتهام قد وجه للعديد من جماعة الإخوان المسلمين بمحاولة إحياء التنظيم الخاص، وتم تحويل القضية إلى محكمة أمن الدولة العليا بتوقيع صلاح نصر رئيس نيابة أمن الدولة العليا، وقد تم تقسيم المعتقلين إلى 4 مجموعات، أكبرها وأشهرها المجموعة الأولى وكان على رأسها سيد قطب.سيد قطب اثناء وصوله للمحكمة.

نص الاتهام:

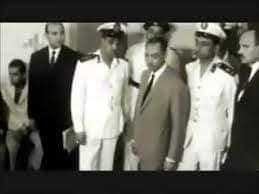
سيد قطب اثناء وصوله للمحكمة.

«المتهمون في الفترة من سنة 1959 حتى آخر سبتمبر 1965 بالجمهورية العربية المتحدة وبالخارج حاولوا تغيير دستور الدولة وشكل الحكومة فيها بالقوة، بأن ألفوا من بينهم وآخرين تجمعًا حركيًا وتنظيمًا سريًا مسلحًا لحزب الإخوان المسلمين المنحل يهدف إلى تغيير نظام الحكم القائم بالقوة باغتيال السيد رئيس الجمهورية والقائمين على الحكم في البلاد وتخريب المنشآت العامة وإثارة الفتنة في البلاد، وتزودوا في سبيل ذلك بالمال اللازم، وأحرزوا مفرقعات وأسلحة وذخائر، وقاموا بتدريب أعضاء التنظيم على استعمال هذه الأسلحة والمفرقعات، وحددوا الأشخاص المسؤولين الذين سيجري اغتيالهم، وعاينوا محطات توليد الكهرباء والمنشآت العامة التي سيخربونها، ورسموا طريقة تنفيذ ذلك، وتهيئوا للتنفيذ الفعلي، وعينوا الأفراد الذين سيقومون به، وحال ضبطهم دون تمام مؤامراتهم. وكان المتهمون السبعة الأول هم المتولين زعامة التنظيم.»

وبعد محاكمة علنية استمرت حوالي السنة، صدر الحكم بالإعدام على بعض المتهمين ومنهم سيد قطب، وتخفيف الحكم على آخرين وكان من ضمن المتهمين محمد بديع المرشد الحالي لجماعة الإخوان المسلمين.

## الإعدام

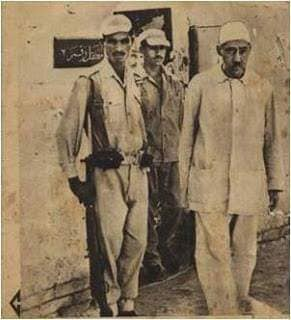
سيد قطب في السجن.

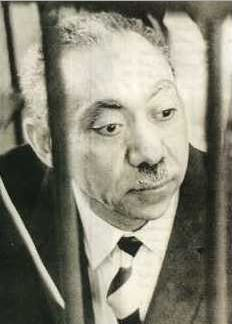
سيد قطب في الزنزانة.

عرض على سيد قطب في يوم تنفيذ الإعدام وبعد أن وضع على كرسي المشنقة أن يعتذر عن دعوته لتطبيق الشريعة ويتم إصدار عفو عنه فقال:«لن أعتذر عن العمل مع الله.» فقالوا له إن لم تعتذر فاطلب الرحمة من الرئيس. فقال:«لماذا أسترحم؟ إن كنت محكوماً بحق فأنا أرتضي حكم الحق وإن كنت محكوماً بباطل فأنا أكبر من أن أسترحم الباطل.» وروى أيضًا أن الذي قام بعملية تلقينه الشهادتين قبل الإعدام قال له: تشهد فقال له سيد:«حتى أنت جئت تكمل المسرحية نحن يا أخي نعدم لأجل لا إله إلا الله وأنت تأكل الخبز بلا إله إلا الله.»
كان سيد قطب يبتسم عندما سيق إلى المشنقة ابتسامةً عريضة نقلتها كاميرات وكالات الأنباء الأجنبية حتى أن الضابط المكلف بتنفيذ الحكم سأله. من هو الشهيد؟! فرد عليه سيد قطب بثباتٍ وعزيمة «هو من شهد أن شرع الله أغلى من حياته» وقبل أن ينفذ الحكم جاءوه برجل من الأزاهرة فقال له «قل لا إله إلا الله» فرد عليه سيد قطب:«وهل جئتُ هنا إلا من أجلها» وتم تنفيذ حكم الإعدام ونفذ فيه في فجر الإثنين 13 جمادى الأولى 1386 هـ الموافق 29 أغسطس عام 1966 م.
- غير أن هذه الروايات محل شك كبير لعدم وجود مصدر موثق لها، فلم يحضر أحد من المنتمين لجماعة الإخوان مع سيد قطب ولم يكن يعلم أحد بوقت تنفيذه،

فالرواية القائلة أنهم جاءوه برجل من الأزاهرة فقال له قل لا إله إلا الله فرد عليه سيد قطب: وهل جئتُ هنا إلا من أجلها.. هي مقولة ينسبها البعض في الأساس إلى المجاهد عمر المختار وقت تنفيذ حكم الإعدام عليه علانية من حواره مع أحد القادة الإيطاليين.

وفي اللحظات الأخيرة لسيد قطب قبيل إعدامه لم يكن هناك ضمن شهود الحدث ليرووا ما جرى إلا محمد يوسف هواش وعبد الفتاح إسماعيل وقد أعدم كليهما عقب إعدام سيد قطب.

ولم يكن هناك سوى الضابط الذي صاحب سيد قطب وهو في طريقه للمشنقة وهو اللواء «فؤاد علام» الذي كان ضابطا وقتها وكان شاهد عيان، والشهادة نقلاً عن مذكراته «الإخوان وأنا» التي يحكي فيها تفاصيل هذا اليوم:
" يقول اللواء "فؤاد علام" أن يوم إعدام سيد قطب لم يكن اليوم معلوماً لأحد وكنت أجلس في السيارة الأولى وبجواري سيد قطب، وفي الثانية كان يجلس محمد يوسف هواش نائب سيد قطب في قيادة التنظيم، وفي الثالثة كان يجلس عبد الفتاح إسماعيل المسؤول عن الاتصالات الخارجية لجماعة الإخوان المسلمين، والثلاثة محكوم عليهم بالإعدام، وركب السيارات يتحرك بهم من السجن الحربي لسجن الاستئناف لتنفيذ الحكم فيهم .

وكان سيد قطب يرتدي بدلة داكنة اللون تحتها قميص أبيض ويبدو بصحة جيدة فربما لم يتم ضربه أو تعذيبه كما أنه لم يكن مجهداً أو مرهقاً، 

وقال سيد قطب خلال الطريق بنبرة تشف وحسرة:«للأسف الشديد لم ينجحوا في تنفيذ عملية نسف القناطر الخيرية التي لو تمت لانتهى النظام».

وأضاف قطب «إن مشكلتى في عقلي أنا مفكر وكاتب إسلامي كبير والحكومة تريد القضاء على الإسلام عبر قتلي!!».

«تدمير القناطر ومحطات الكهرباء والمياه كان سيكون بداية الثورة الإسلامية وإنذار شديد للناس لينتبهوا من غفلتهم وسكرتهم بنظام حكم عبد الناصر».

ثم بدأت مراسم تنفيذ الحكم فلبس سيد قطب بدلة الإعدام الحمراء وسئل إن كان يريد شيئاً فطلب كوب ماء تجرعه ثم طلب أن يصلي الفجر ثم دخل غرفة الإعدام وتم تنفيذ الحكم ."

إلى هنا انتهت شهادة اللواء فؤاد علام على تنفيذ حكم إعدام سيد قطب وكما رأينا كان يوم التنفيذ سرياً فلم يعلم به حتى سيد قطب نفسه وبالتالي فإن ما قيل من روايات وقت إعدامه محل شك كبير، فلم يكن أحد يعلم وقت تنفيذ الحكم حتى سيد قطب نفسه، ولم يكن أحد معه سوى الضابط المسؤول عن النقل والتنفيذ.

## الإرث الثقافي والفكر الأدبي

عبد الفتاح إسماعيل: أحد شباب الإخوان الذين أُعدموا مع سيد قطب في القضية.

مضت حياة سيد قطب في مرحلتين مرحلة النشاط الأدبي ومرحلة العمل الإسلامي. وقد بدأت الأولى منذ كان طالبًا بدار العلوم فنشر العديد من المقالات النقدية في المجلات والصحف عن العقاد والرافعي وتوفيق الحكيم ونجيب محفوظ وجمع بعضها في كتابه كتب وشخصيات وكانت له معاركه النقدية الحادة فقد كان أحد كتّاب مجلة الرسالة لصاحبها الأديب أحمد حسن الزيات التي نشر فيها كثيراً من مقالاته. كما أصدر ديوان شعر بعنوان الشاطئ المجهول عام 1935 م وكتاب طفل من القرية عام 1946 م وهو سيرة ذاتية من وحي كتاب الأيام لطه حسين وفي هذه المرحلة أيضًا أصدر كتاب النقد الأدبي أصوله ومناهجه عام 1948 م. تميز سيد قطب بالجمع بين الأصالة والمعاصرة وفيه برزت بدايات نظريته في كتابه في ظلال القرآن.
وفي المرحلة الأدبية ظهرت بواكير اهتماماته الإسلامية فنشر مقالة التصوير الفني في القرآن في مجلة المقتطف عام 1939 م ثم ما لبث أن عاد إلى الفكرة ذاتها فاتسع بها وأصدر التصوير الفني في القرآن عام 1945 م ومشاهد القيامة في القرآن عام 1947 م وهما دراسة جمالية بلاغية جديدة في الإعجاز البياني للقرآن وأما المرحلة الإسلامية فقد جمعت بين العمل الإسلامي والكتابة الإسلامية وفيها نشر كتاب في ظلال القرآن بين عامي 1951 م إلى 1964 م في ثلاثين جزءًا جمع فيه خلاصة ثقافاته الفكرية والأدبية وتأملاته القرآنية العميقة وآرائه في واقع العالم الإسلامي خاصة والأوضاع الإنسانية في العالم المعاصر. وكانت فكرة الظلال والقيم التعبيرية ركيزة هامة في هذا الكتاب. كذلك أصدر طائفة من الكتب الإسلامية ذات طابع خاص منها: العدالة الاجتماعية في الإسلام عام 1949 م السلام العالمي والإسلام عام 1951 م معالم في الطريق. وقد بلغت مؤلفاته حوالي ستة وعشرين كتابًا.

## من أقواله
- ما الطاغية إلا فرد لا يملك في الحقيقة قوة ولا سلطانا، إنما هي الجماهير الغافلة الذلول ، تمطي له ظهرها فيركب! وتمد له أعناقها فيجر! وتحني له رؤوسها فيستعلي! وتتنازل له عن حقها في العزة و الكرامة فيطغى.[64]
- “إن الغاية النبيلة لا تحيا إلا في قلب نبيل، فكيف يمكن لذلك القلب أن يطيق استخدام وسيلة خسيسة؟ بل كيف نهتدي إلى استخدام هذه الوسيلة حين نخوض إلى الشط الممرع بركة من الوحل؟ لابد أن نصل إلى شط الملوثين. إن أوحال الطريق ستترك آثارها على أقدامنا وعلى مواضع هذه الأقدام. وكذلك الحال حين نستخدم وسيلة خسيسة. إن الدنس سيعلق بأرواحنا، وسيترك آثاره في هذه الأرواح، وفي الغاية التي وصلنا إليها!”.[65]
- " إذا أُريد للإسلام أن يعمل، فلابد للإسلام أن يحكم، فما جاء هذا الدين لينزوي في الصوامع والمعابد، أو يستكن في القلوب والضمائر، إنما جاء ليحكم الحياة ويصرفها، ويصوغ المجتمع وفق فكرته الكاملة عن الحياة ...".[66]
- العبوديَّة الكبرى - في نظر الإسلام - هي خضوع البشر لأحكامٍ يُشرّعها لهم ناس من البشر، وهذه هي العبادة التي يُقرِّرُ أنها لا تكون إلا لله، وأنّ من يتوجه بها لغير الله يخرج من دين الله مهما ادعى أنه في هذا الدين ".[67]
- ليست مهمتنا أن نَصْطلِح مع واقع هذا المجتمع الجاهلي ولا أن ندين بالولاء له، فهو بهذه الصفة .. صفة الجاهليّة .. غير قابل لأن نصطلح معه. إنَّ مهمتنا أن نُغيِّرَ من أنفسنا أولاً لِنُغيِّرَ هذا المجتمع أخيرًا ".[67]
- حين نعتزل الناس لأننا نحس أننا أطهر منهم روحاً أو أطيب منهم قلباً أو أرحب منهم نفساً أو أذكى منهم قلباً لا نكون قد صنعنا شيئاً كبيراً ، لقد اخترنا لأنفسنا أيسر السبل وأقلها مؤؤونة.[68]
- أولى الخطوات في طريقنا هي أن نستعلي على هذا المجتمع الجاهلي وقيمه وتصوراته. وألا نعدّل نحن في قيمنا وتصوراتنا قليلا أو كثيرا لنلتقي معه في منتصف الطريق. كلا! إننا وإياه على مفرق الطريق، وحين نسايره خطوة واحدة فإننا نفقد المنهج كله ونفقد الطريق.
- إن الدخول في الإسلام صفقة بين متبايعين.. .الله هو المشتري و المؤمن فيها هو البائع ، فهي بيعة مع الله ، لا يبقى بعدها للمؤمن شيء في نفسه ، و لا في ماله .. لتكون كلمة الله هي العليا ، و ليكون الدين كله الله.
- ليس الطريق أن تخلص الأرض من يد طاغوت روماني أو طاغوت فارسي.. إلى يد طاغوت عربي.. فالطاغوت كله طاعوت !.. إن الأرض لله، ويجب أن تخلص لله. ولا تخلص لله إلا أن ترتفع عليها راية : " لا إله إلا الله ".. وليس الطريق أن يتحرر الناس في هذه الأرض من طاغوت روماني أو طاغوت فارسي.. إلى طاغوت عربي.. فالطاغوت كله طاغوت!.[69]
- “الأمة التي يكون من الرعيل الأول فيها أبو بكر العربي، وبلال الحبشي، وصهيب الرومي، وسلمان الفارسي، وإخوانهم الكرام، والتي تتوالى أجيالها على هذا النسق الرائع... الجنسية فيها العقيدة، والوطن فيها هو دار الإسلام، والحاكم فيها هو الله، والدستور فيها هو القرآن.”[70]
- إن راية المسلم التي يحامي عنها هي عقيدته. ووطنه الذي يجاهد من أجله هو البلد الذي تقام شريعة الله فيه؛ وأرضه التي يدفع عنها هي « دار الإسلام » التي تتخذ المنهج الإسلامي منهجاً للحياة.. وكل تصور آخر للوطن هو تصور غير إسلامي، تنضح به الجاهليات، ولا يعرفه الإسلام.[71]
- “و الطغيان لا يخشى شيئاً كما يخشى يقظة الشعوب، وصحوة القلوب، ولا يكره أحدا كما يكره الداعين إلى الوعي واليقظة؛ ولا ينقم على أحد كما ينقم على من يهزون الضمائر الغافية.”[72]
- “فلا إيمان بلا عمل، ولا عمل بلا إيمان. الأول مبتور لم يبلغ تمامه، والثاني مقطوع لا ركيزة له. وبهما معاً تسير الحياة على التي هي أقوم..”
- "إن كلماتنا ستبقى ميتةً لا حراك فيها هامدةً أعراساً من الشموع ، فإذا متنا من أجلها انتفضت و عاشت بين الأحياء ، كل كلمة قد عاشت كانت قد اقتاتت قلب إنسان حي فعاشت بين الأحياء ، و الأحياء لا يتبنون الأموات. كل فكرة عاشت قد اقتاتت قلب إنسان! أما الأفكار التي لم تطعم هذا الغذاء المقدس فقد ولدت ميتة ولم تدفع بالبشرية شبراً واحداً إلى الأمام!”.[73]
- لابد للأمة من ميلاد، ولابد للميلاد من مخاض، ولابد للمخاض من آلام[74]
- “إننا نعيش لأنفسنا حياة مضاعفة، حينما نعيش للآخرين، وبقدر ما نضاعف إحساسنا بالآخرين نضاعف إحساسنا بحياتنا، ونضاعف هذه الحياة ذاتها في النهاية.”[75]
- “و في ظلال القرآن تعلمت أنه لا مكان في هذا الوجود للمصادفة العمياء، ولا للفلتة العارضة: ((إنا كل شيء خلقناه بقدر)).. ((و خلق كل شيء فقدره تقديرا))..و كل أمر لحكمة. ولكن حكمة الغيب العميقة قد لا تتكشف للنظرة الإنسانية القصيرة.”[76]
- “آمن أنت أولا بفكرتك آمن بها إلى حد الاعتقاد الحار ! عندئذ فقط يؤمن بها الآخرون !! وإلا فستبقى مجرد صياغة لفظية خالية من الروح والحياة !..”[77]
- “إن إصبع السبابة الذي يشهد لله بالوحدانية في الصلاة ليرفض أن يكتب حرفا واحدا يقر به حكم طاغية”[78]

## قالوا عنه
- الشيخ ناصر الدين الألباني: «سيد قطب كاتب ومفكر إسلامي قُتل في سبيل دعوته للإسلام، والذين قتلوه هم أعداء الإسلام».[79]

- الشيخ محمود محمد شاكر: لم يُبتل الإسلام بمثل سيد قطب وأمثاله.[80]
- الشيخ العلامة بن جبرين: إن سيد قطب وحسن البنا من علماء المسلمين ومن أهل الدعوة وقد نصر الله بهما وهدي بدعوتهما خلقا كثيرا ولهما جهود لا تنكر ولأجل ذلك شفع الشيخ عبد العزيز بن باز في سيد قطب عندما قرر عليه القتل وتلطف في الشفاعة فلم يقبل شفاعته الرئيس جمال ـ عليه من الله ما يستحق ـ ولما قتل كل منهما أطلق على كل واحد أنه شهيد لأنه قتل ظلما، وشهد بذلك الخاص والعام ونشر ذلك في الصحف والكتب بدون إنكار ثم تلقى العلماء كتبهما، ونفع الله بهما ولم يطعن أحد فيهما منذ أكثر من عشرين عاما وإذا وقع لهم مثل ذلك كالنووي والسيوطي، وابن الجوزي وابن عطية، والخطابي والقسطلاني، وأمثالهم كثير، وقد قرأت ما كتبه الشيخ ربيع المدخلي في الرد على سيد قطب ورأيته جعل العناوين لما ليس بحقيقة، فرد عليه الشيخ بكر أبو زيد ـ حفظه الله ـ وكذلك محامل على الشيخ عبد الرحمن وجعل في كلامه أخطاء مضللة مع طول صحبته له من غير نكير.[81][82]

- الشيخ محمد بن صالح العثيمين: لا أرى أن يكون النـزاع والخصومة بين الشباب المسلم في رجل معين، لا سيد قطب ولا غير سيد قطب، بل النـزاع يكون في الحكم الشرعي، فمثلاً: نعرض قولاً من الأقوال لـقطب أو لغير قطب، ونقول: هل هذا القول حق أو باطل؟ ثم نمحصه إن كان حقاً قبلناه وإن كان باطلاً رددناه. أما أن تكون الخصومة والنزاع بين الشباب، والأخذ والرد في رجل معين فهذا غلط وخطأ عظيم. فسيد قطب ليس معصوماً، ومَن فوقه من العلماء ليسوا معصومين، ومَن دونه من العلماء ليسوا معصومين، وكل شخص يؤخذ من قوله ويترك إلا رسول الله صلى الله عليه وعلى آله وسلم، فيجب قبول قوله على كل حال. فلذلك أنا أنهى الشباب أن يكون مدار نزاعهم وخصوماتهم على شخص معين أياً كان؛ لأنه إذا كانت الخصومات على هذا النحو فربما يُبْطل الخصم حقاً قاله هذا الشخص، وربما يَنْصُر باطلاً قاله هذا الشخص، وهذا خطر عظيم؛ لأنه إذا تعصب الإنسان للشخص وتعصب آخر ضده، فالذي يتعصب ضده سوف يقول عنه ما لم يقله، أو يؤول كلامه، أو ما أشبه ذلك، والثاني ربما يُنْكِر عنه ما قاله، أو يوجه ما قاله من الباطل.[83]

- مفتي السعودية الأسبق الشيخ عبدالعزيز بن باز: «إن سيد قطب -رحمه الله- نفذ فيه حكم الإعدام يوم الإثنين الموافق 13/5/1386هـ، رحمة الله عليه وعلى سائر العلماء المسلمين، ونرجو أن يكون من الشهداء الأبرار، وقد قُتل معه في هذا اليوم الشيخ عبد الفتاح إسماعيل، والشيخ محمد إبراهيم هراس، غفر الله للجميع، وكتب الشهادة لهم، والمذكور له مؤلفات كثيرة مفيدة، أشهرها وأهمها تفسيره (في ظلال القرآن)».[84]

- الشيخ الشعراوي: «رحمة الله على الشيخ سيد قطب صاحب الظلال الوارفة فقد استطاع أن يستخلص من هذه الغزوة مبادئ إيمانية، لو طبقها المسلمون الآن في جميع أنحاء الأرض، لما كان لأحد الغلبة عليهم».[85][86]

- عبدالله عزام: لقد كان لاستشهاد سيد قطب أثر في إيقاظ العالم الإسلامي أكثر من حياته، ففي السنة التي استشهد فيها طبع الظلال سبع طبعات بينما لم تتم الطبعة الثانية أثناء حياته، ولقد صدق عندما قال: (إن كلماتنا ستبقى عرائس من الشموع حتى إذا متنا من أجلها انتفضت حية وعاشت بين الأحياء).والحق أنني ما تأثرت بكاتب كتب في الفكر الإسلامي أكثر مما تأثرت بسيد قطب، وإني لأشعر بفضل الله العظيم علي أن شرح صدري وفتح قلبي لدراسة كتب سيد قطب، فقد وجهني سيد قطب فكرياً وابن تيمية عقدياً وابن القيم روحيًا والنووي فقهياً فهؤلاء أكثر أربعة أثروا في حياتي أثراً عميقاً.
- الشيخ محمد عمارة: تجلى سيد قطب فيلسوفا حضاريا، منذ بواكير حياته الفكرية عليه رحمة الله.[87][88]

## كتب عنه
| * سيد قطب أو ثورة الفكر الإسلامي، محمد علي قطب. - العالم الرباني الشهيد سيد قطب، العشماوي أحمد سليمان. - سيد قطب الشهيد الحي، صلاح عبد الفتاح الخالدي، مكتبة الأقصى، عمان، الأردن، ط1، 1402 هـ/ 1981 م. - أمريكا من الداخل بمنظار سيد قطب، صلاح عبد الفتاح الخالدي. - سيد قطب من الميلاد إلى الاستشهاد، صلاح عبد الفتاح الخالدي. - سيد قطب من القرية إلى المشنقة، عادل حمودة. - سيد قطب: الخطاب والأيديولوجيا، محمد حافظ دياب، 1986، 1987، 1992، 1997، 2010 | - سيد قطب حياته وأدبه، عبد الباقي محمد حسن. - سيد قطب وتراثه الأدبي والفكري، إبراهيم عبد الرحمن البليهي. - سيد قطب الأديب الناقد، عبد الله عوض الخباص. - ديوان سيد قطب، جمع وتحقيق عبد الباقي محمد حسن. - سيد قطب: صفحات مجهولة، محمد سيد بركة. - من أعلام الحركة الإسلامية، المستشار عبد الله العقيل. - المورد الزلال في التنبيه على أخطاء الظلال للشيخ عبد الله الدويش. - العواصم مما في كتب سيد قطب من القواصم، ربيع المدخلي |

- مع سيد قطب في فكرة السياسي والديني، مهدي فضل الله.
- سيد قطب ومنهجه في الدعوة، بدير محمد بدير، دار نور الإسلام، المنصورة، مصر، 1423 هـ، 2002م.
- سيد قطب: خلاصة حياته ومنهجه في الحركة والنقد الموجة إليه، محمد توفيق يركات، دار الدعوة، بيروت، د.ت.
- مقاصد الشريعة الإسلامية في فكر الامام سيد قطب نصير زرواق دار السلام.

## الإنتاج الأدبي

كتاب في ظلال القرآن ويُعد أشهر مؤلفات سيد قطب.

في فترة الأربعينيات كانت خطوات سيد قطب في النقد الأدبي قد اتسعت وتميزت وظهر له كتابان هما: «كتب وشخصيات»، «والنقد الأدبي - أصوله ومناهجه». وبعد ميدان النقد سلك سيد قطب مسلكًا آخر بعيدًا: بكتابه «التصوير الفني في القرآن» الذي لاقى مقابلة طيبة من الأوساط الأدبية والعلمية فكتب: «مشاهد القيامة في القرآن» ووعد بإخراج: «القصة بين التوراة والقرآن» و«النماذج الإنسانية في القرآن»، و«المنطق الوجداني في القرآن»، و«أساليب العرض الفني في القرآن»، ولكن لم يظهر منها شيء. وأوقعته دراسة النص القرآني على غذاء روحي لنفسه التي لم تزل متطلعة إلى الروح. وهذا المجال الروحي شده إلى كتابة الدراسات القرآنية فكتب مقالاً بعنوان «العدالة الاجتماعية بمنظور إسلامي» في عام 1944 م.
قال المستشار عبد الله العقيل في مجلة «المجتمع» الصادرة سنة 1972 م في العدد 112 صفحة 22 : «إن سيد قد بعث لإخوانه في مصر والعالم العربي أنه لا يعتمد سوى ستة مؤلفات له وهي: هذا الدين، المستقبل لهذا الدين، الإسلام ومشكلات الحضارة، خصائص التصور الإسلامي، في ظلال القرآن، ومعالم في الطريق». وتشير بعض المصادر إلى أن لسيد قطب أكثر من 400 مقالة موزعة على عدد السنين التي كان يكتب فيها، بالإضافة إلى الكثير من القصائد والأشعار التي كانت تمثل رؤيته للحياة. بالإضافة إلى ذلك فأن بعض الأجزاء من كتب سيد قد ضاعت نظرًا لأنه كان يكتب على كل ما يتوفر لديه من ورق، ومن ضمن ذلك أوراق الإدعاء في المحكمة، بالإضافة إلى أن معظم كتبه أصبحت ممنوعة في مصر في عهد عبد الناصر.
المؤلفات الأدبية
- طفل من القرية (سيرة ذاتية).
- أشواك (رواية).
- المدينة المسحورة (قصة أسطورية).
- النقد الأدبي: أصوله ومناهجه.
- كتب وشخصيات.
- مهمة الشاعر في الحياة.
- أفراح الروح (رسالة بعث بها سيد قطب إلى أخته أمينة قطب)

المؤلفات الإسلامية
- في ظلال القرآن (ست مجلدات تفسير للقرآن الكريم).
- معالم في الطريق.
- هذا الدين.
- المستقبل لهذا الدين.
- العدالة الاجتماعية في الإسلام.
- الإسلام والسلام العالمي.
- في التاريخ فكرة ومنهاج.
- السلام العالمي والإسلام.
- خصائص التصور الإسلامي ومقوماته.
- معركة الإسلام والرأسمالية.
- الإسلام ومشكلات الحضارة.
- التصوير الفني في القرآن.
- مشاهد القيامة في القرآن.
- لماذا أعدموني؟ (مجموعة مقالات نشرتها جريدة المسلمون التي تصدر في لندن باعتبارها الشهادة التي كتبها الإمام بخط يده قبل إعدامه).
- دراسات إسلامية (مجموعة مقالات).
- أمريكا من الداخل بمنظار سيد قطب، (مقالات كتبها سيد قطب أيام ابتعاثه في الولايات المتحدة جمع وإعداد صلاح الخالدي).
- قصص الأنبياء (بالاشتراك مع عبد الحميد جودة السحار)

مؤلفات مقتطعة من كتبه المشهورة ومقالاته في الصحف والمجلات
- سيناء بين أطماع الاستعماريين والصهيونيين، بالاشتراك مع حسن البنا وكامل الشريف.
- الجهاد في سبيل الله، بالاشتراك مع حسن البنا وأبي الأعلى المودودي.
- معركتنا مع اليهود.
- في التاريخ فكرة ومنهاج.
- تصورات إسلامية (مجموعة مقالات في كتاب).
- مفترق الطرق.
- قيمة الفضيلة بين الفرد والجماعة.

كتب مقتطعة من الظلال
- تفسير آيات الربا.
- تفسير سورة الشوري.
- طريق الدعوة.
- فقه الدعوة.
- قصة الدعوة.
- رسالة الصلاة.
- إسلام أو لا إسلام.
- إلى المتثاقلين في الجهاد.

مقالات
- كيف وقعت مراكش تحت الحماية الفرنسية؟
- قيمة الفضيلة بين الفرد والجماعة.
- الدلالة النفسية للألفاظ والتراكيب العربية.
- هل نحن متحضرون؟
- وظيفة الفن والصحافة.
- شيلوك فلسطين أو قضية فلسطين.
- أين أنت يا مصطفى كامل؟
- فلنعتمد على أنفسنا.
- ضريبة الذل.
- أين الطريق؟.

قصائد
- أخي أنت حر (قصيدة).
- غرباء (قصيدة)
- الصبح يتنفس (قصيدة)
- حدثيني (قصيدة).
- هم الحياة (قصيدة).
- هتاف الروح (قصيدة).
- تسبيح (قصيدة).

## انتقادات

### التكفير
ينتقد العديد من الكتاب والمؤلفين ورجال الدين الإسلامي سيد قطب على كتاباته وأفكاره لاسيما تلك التي قد توحي بالتكفير للمجتمعات المسلمة. حيث يتهم البعض فكر قطب بأنه إحياء لمذهب الخوارج الأوائل بتكفير الحاكم والمحكوم لعدم تطبيق الشريعة. ويستدلون بعدة نصوص في كتبه توحي بتكفيره للمسلمين جميعًا، وأن مؤسسي الجماعات التكفيرية من تلامذته ورفاقه في شعبته بالإخوان كشكري مصطفي مؤسس جماعة التكفير والهجرة، وعبد المجيد الشاذلي مؤسس جماعة التوقف والتبين. بينما يرى بعض القطبيين بأن جاهلية المجتمع لا تعني تكفيره فالنبي قد وصف الصحابي أبي ذر الغفاري بأنه لديه أحد خصال الجاهلية «إنك أمرؤ فيك جاهلية»، والنبي كذلك وصف استعداد الأوس والخزرج للقتال بقوله «أبدعوى الجاهلية وأنا بين ظهرانيكم» وبأن سيد قطب كان أديباً ومفكراً أكثر منه عالم دين ولذلك قد لا يكون قد التزم بمصطلحات العلماء في كتاباته. وأن كلامه الذي قد يُساء فهمه يجب تأويله علي غير هذا المنحي ويستدلون بقوله في كتاب لماذا أعدموني؟:
ومن بين من انتقدوه بتهمة التكفير الشيخ يوسف القرضاوي الذي ذكر خلال حوار تلفزيوني خروج سيد قطب عن أهل السنة والجماعة بوجه ما. فأهل السنة والجماعة يقتصدون في عملية التكفير حتى مع الخوارج. مؤكداً أن قطب أخطأ في تكفير جموع المسلمين والحكام والأنظمة مضيفاً أنه يتحمل بعض المسؤولية عن تيار التكفير مثله كشكري مصطفى الذي كفر المسلمين عدا جماعته وهو قائد جماعة التكفير والهجرة التي تعتزل المجتمعات بإثرها.
- ومن الانتقادات لسيد قطب ما أورده في كتابه «معالم في الطريق» الذي كتبه في أخر حياته، فكتب يرد عليه الشيخ عبد اللطيف السبكى - رئيس لجنة الفتوى بالأزهر الشريف - وقتها وأصدر بيانا مفصلا بعد قراءته للكتاب يرد به على كل ما به. وكان مما أورده رئيس لجنة الفتوى بالأزهر الشريف :
- وكان أيضا ممن انتقدوا سيد قطب وكتابه، المستشار حسن الهضيبي - المرشد العام لجماعة الإخوان المسلمين وقتها، حيث أصدر المرشد العام كتاباً عنوانه (دعاة لا قضاة) تراجع فيه عن الآراء الواردة في كتاب سيد قطب، بل إنه فند هذه الآراء بالرد ليبين أنها بعيدة عن الإسلام.[105]

#### الغلو في الحاكمية
يُنتقد سيد قطب بسبب غلوه في مسألة الحاكمية حيث فسر «لا إله إلا الله» -علي الحاكمية فقط أي: «لا حاكم إلا الله»، وقال أيضًا أن الشهيد «هو من شهد أن شرع الله أغلى من حياته»، رغم أن الحاكمية حسب العلماء داخله في توحيد الأولوهية أو الربوبية وليست قسم مستقل، وليست هي التوحيد بحد ذاته. فأدي غلو سيد قطب في الحاكمية لإقتصار التوحيد علي أحد الفروع أي الحاكمية، وإهمال أصول التوحيد مما نشر منازعة الحكام وإشغال الناس بالسياسة تحت مسمي محاربة - شرك القصور- وترك -شرك القبور- كما أدي ذلك لإنتشار التكفير بين المسلمين.

### وحدة الوجود
يُتهم سيد قطب بالقول بعقيدة وحدة الوجود في تفسيره لآية ﴿هُوَ الأَوَّلُ وَالآخِرُ وَالظَّاهِرُ وَالْبَاطِنُ وَهُوَ بِكُلِّ شَيْءٍ عَلِيمٌ﴾،فيقول «إنه أحدية الوجود، فليس هناك حقيقة إلا حقيقته، وليس هناك وجود حقيقي إلا وجوده ، وكل موجود آخر فإنما يستمد وجوده من ذلك الوجود الحقيقي، ويستمد حقيقته من تلك الحقيقة الذاتية وهي من ثم أحدية الفاعلية فليس سواه فاعلا لشيء أو فاعلا في شيء في هذا الوجود أصلا، وهذه عقيدة في الضمير، وتفسير للوجود».
وقد قال بن عثيمين «قرأت تفسيره لسورة الإخلاص وقد قال قولا عظيما فيها مخالفا لما عليه أهل السنة والجماعة حيث إن تفسيره لها يدل على أنه يقول بوحدة الوجود وكذلك تفسيره للإستواء بأنه الهيمنة والسيطرة» «أخطأ من ينصح الشباب بقراءة كتب سيد قطب وحسن البنا * قال قولاً عظيماً مخالفاً لما عليه أهل السنة والجماعة؛ حيث أنه يقول بوحدة الوجود تفسيره فيه طوام فلا ينصح بقرائته».

### إهانة الأنبياء والصحابة

#### اهانة الأنبياء
يرى خصوم سيد قطب أنه يسب ويتطاول على الأنبياء والصحابة في كتبه فيقول عن النبي موسي «لنأخذ موسى إنه مثال للزعيم المندفع العصبي المزاج وسرعان ما تذهب هذه العصبية، فيثوب إلى نفسه شأن العصبيين» كما لمز سليمان بأنه فتن ببلقيس كما فُتن داود بامراة وزني بها واستدل بنص التوراة التي روت تلك القصة «إن سليمان النبى لملك، وإنه كذلك لرجل..... وهنا يستيقظ "الرجل" الذى يريد أن يبهر "المرأة" بقوته وسلطانه (وسليمان هو ابن داود صاحب التسع والتسعين نعجة الذى فُتن في نعجة واحدة) فهاهو ذا يريد أن يأتى بعرش بلقيس الملكة قبل أن تجئ»

#### إهانة الصحابة
يستدل خصوم سيد قطب بإهانته لعثمان بن عفان واتهامه لعثمان في كتاب "العدالة الإجتماعية بالإنحراف عن الإسلام بسبب ضعفه ولينه ومجاملته لأهله على حساب المسلمين واعتبار حكمه فجوة، وثنائه علي الخوارج ووصف ما قاموا به بأنه ثورة من روح الإسلام. واعتبر خلافة علي بن أبي طالب امتداد طبيعي لخلافة عمر بن الخطاب، وأن خلافة عثمان هي فجوة بينهما. ويُدافع عنه البعض بأن تلك الكتابات صدرت من سيد قُطب قبل تأثرة بالفكر الديني تقريباً عام 1944 م وخلال مرحلة تيهان فكري مع سيد قطب، حيث قام بتعديل بل وتغيير أفكاره بعد نضوج وعيه الديني لاحقاً حيث توقف عن مثل تلك الكتابات لاحقاً ويُلاحظ ذلك في كتبه التي صدرت بعد عام 1945 م مثل تفسير القرآن والمستقبل لهذا الدين وغيرهما.

### الماسونية
يُتهم سيد قطب بانضمامه للماسونية خلال فترة من حياته، بسبب مقال له في جريدة التاج المصري لسان المحفل الماسوني في عدد الجمعة 23 أبريل 1943م بعنوان «لماذا صرت ماسونياً»، مجَّد فيه الماسونية ووصفها ببلسم الجروح، ويُذكر أن جريدة التاج لا تسمح لأي شخص بالكتابة فيها إلا اذا كان منضم للماسونية.

### العمالة
يري البعض أن قصة تحول سيد قطب من كاتب شيوعي ظل ملحداً لمدة 11 عامًا وشاربًا للخمر بإعترافه إلي إخواني غير مقنعة، وأن ذلك كان بأوامر من المخابرات الأمريكية عند زيارته لأمريكا من أجل نشر التكفير والجهاد ضد الدول العربية جيوشًا ومجتمعات خدمة لإسرائيل، ولإستخدام كتبه فيما يسمي بالجهاد الأفغاني والذي أدي لأحقا لتحول أمريكا للقطب الأوحد للعالم، وأدت أفكاره لأحقًا لظهور داعش في العراق وسوريا وغيرهم وبررت بها هجماتها الدموية ضد الجيوش والمساجد والمدنيين ويستشهدون بما قاله في كتبه:
.

### المؤيدون
يري المؤيدون لسيد قطب أنه برئ من التكفير حيث أرسل أعضاء مكتب الإرشاد «عبد الرؤوف أبو الوفا» إلى سيد قطب في سجن طرة يستفسر منه؛ لأن المخالفين اتهموه بأنه يكفر الناس، فرد سيد علي ذلك في كتابه «لماذا أعدموني» فقال «إننا لم نُكفر الناس وهذا نقل مشوه إنما نحن نقول: إنهم صاروا من ناحية الجهل بحقيقة العقيدة، وعدم تصور مدلولها الصحيح، والبعد عن الحياة الإسلامية، إلى حال تشبه حال المجتمعات في الجاهلية، وإنه من أجل هذا لا تكون نقطة البدء في الحركة هي قضية إقامة النظام الإسلامي، ولكن تكون إعادة زرع العقيدة والتربية الأخلاقية الإسلامية.. فالمسألة تتعلق بمنهج الحركة الإسلامية أكثر مما تتعلق بالحكم على الناس!».
- يقول شقيقه محمد قطب: «إن سيد قطب لم يقل في حياته إن فلانا كافر» وقال كذلك «إن كتابات سيد قطب قد تركزت حول موضوع معين، هو بين المعنى الحقيقي للا اله الا الله شعوراً منه بأن كثيرا من الناس لا يدركون هذا المعنى على حقيقته، وبيان المواصفات الحقيقية للإيمان كما وردت في الكتاب والسنة، شعوراً منه بأن كثيراً من هذه المواصفات قد أهمل أو غفل الناس عنه، ولكنه مع ذلك حرص حرصاً شديداً على أن يبين أن كلامه هذا ليس مقصوداً به إصدار أحكام على الناس، وإنما المقصود به تعريفهم بما غلوا عنه عن هذه الحقيقة، ليتبينوا هم لأنفسهم إن كانوا هم مستقيمين على طريق الله كما ينبغي ام انهم بعيدون عن هذا الطريق، فينبغي عليهم ان يعودوا اليه، ولقد سمعته بنفسي أكثر من مرة يقول: نحن دعاة ولسنا قضاة، إن مهمتنا ليست إصدار الاحكام على الناس، ولكن مهمتنا تعريفهم بحقيقة لا اله الا الله، لأن الناس لا يعرفون مقتضاها الحقيقي وهو التحاكم إلى شريعة الله، كما سمعته أكثر من مرة يقول: ان الحكم على الناس يستلزم وجود قرينة قاطعة لا تقبل الشك، وهذا امر ليس في ايدينا، ولذلك فنحن لا نتعرض لقضية الحكم على الناس فضلا عن كوننا دعوة ولسنا دولة، دعوة مهمتها بيان الحقائق للناس لا إصدار الاحكام عليهم».[132][133][134]
- قال مأمون الهضيبي: «كان الأستاذ سيد قطب الشهيد رحمه الله موجودًا معنا في السجن الحربي، وكان لي زنزانة قريبة من سيد قطب في السجن، وفي أحد الأيام وجدت الزنزانتين مفتوحتين صباحا علي غير العادة، وفوجئت بالأستاذ سيد يمر علي زنزانتي وقال إن الحارس جاء لي وقال نحن نريدك فقلت له أنتظر لأخذ الدواء فقال لي أنت غير محتاج للدواء، وعرفنا أنهم سيأخذونه لتنفيذ حكم الإعدام، فقال لي فإنقل الي والدك أنني لم أكفر أحدا وأنني علي العهد وسأبقي علي العهد».[135]
- قالت زينب الغزالي في مقابلة أجرتها مع مجلة المجتمع الكويتية عام 1982م ردا علي سؤال: هل حقًّا أن الفكر الذي كان يتبناه سيد قطب ويدرِسه للإخوان، هو تكفير أفراد المجتمع؟ فأجابت زينب الغزالي على ذلك فقالت: "هذا وهم، توهمه بعض تلاميذ الشهيد سيد.. لقد جلست مع سيد في منزلي عندما سمعت بتلك الشائعة. وقلت له: إن منزلتي عند "السيدات المسلمات" تجعلهن يحترمنني احترامًا عظيمًا، ولكنَّهن مستعدات أن ينسفن كل هذا الاحترام إذا علموا أنني أقولُ عنهن -أو عن أحدٍ من أقاربهن- إنهن كفار!. واستغرب نفسه هذا القول! وبين أن هذا فهم خاطئ لما كتبه.. وبيَن أنه سيوضح هذا في الجزء الثاني من "المعالم".[52]
- يقول وائل السمرى عن معني دعوته للناس إلى اعتزال معابد الجاهلية أو المساجد «فلها سياق محدد لا يجب أن نقتطعه منه، وابن كثير نفسه في تفسيره لآية «واجعلوا بيوتكم قبلة» يكاد يتطابق مع ما ذهب إليه «قطب» حيث قال: «إن بنى إسرائيل كانوا خائفين فأمروا أن يصلوا في بيوتهم» وقطب يذكر هذه الآية ويأمر باتباعها متوجها بكلامه إلى العصبة المؤمنة التي تخشى أن ينالها أذى، بما يعنى أنه جعل هذا الأمر في حال الخوف من الطواغيت، أما المساجد التي أسست على تقوى من الله والتي أمر الله أن ترفع ويذكر فيها اسمه، يقول عنها قطب: «إذن الله هو أمر للنفاذ، فهي مرفوعة قائمة وهى مطهرة رفيعة يتناسق مشهدها المرفوع مع النور المتألق في السماء والأرض وتتناسق طبيعتها الرفيعة مع طبيعة النور السنى المضئ وتتهيأ بالرفعة والارتفاع لأن يذكر فيها اسم الله».[136]

## تأثيره

### القاعدة والجهاد الإسلامي

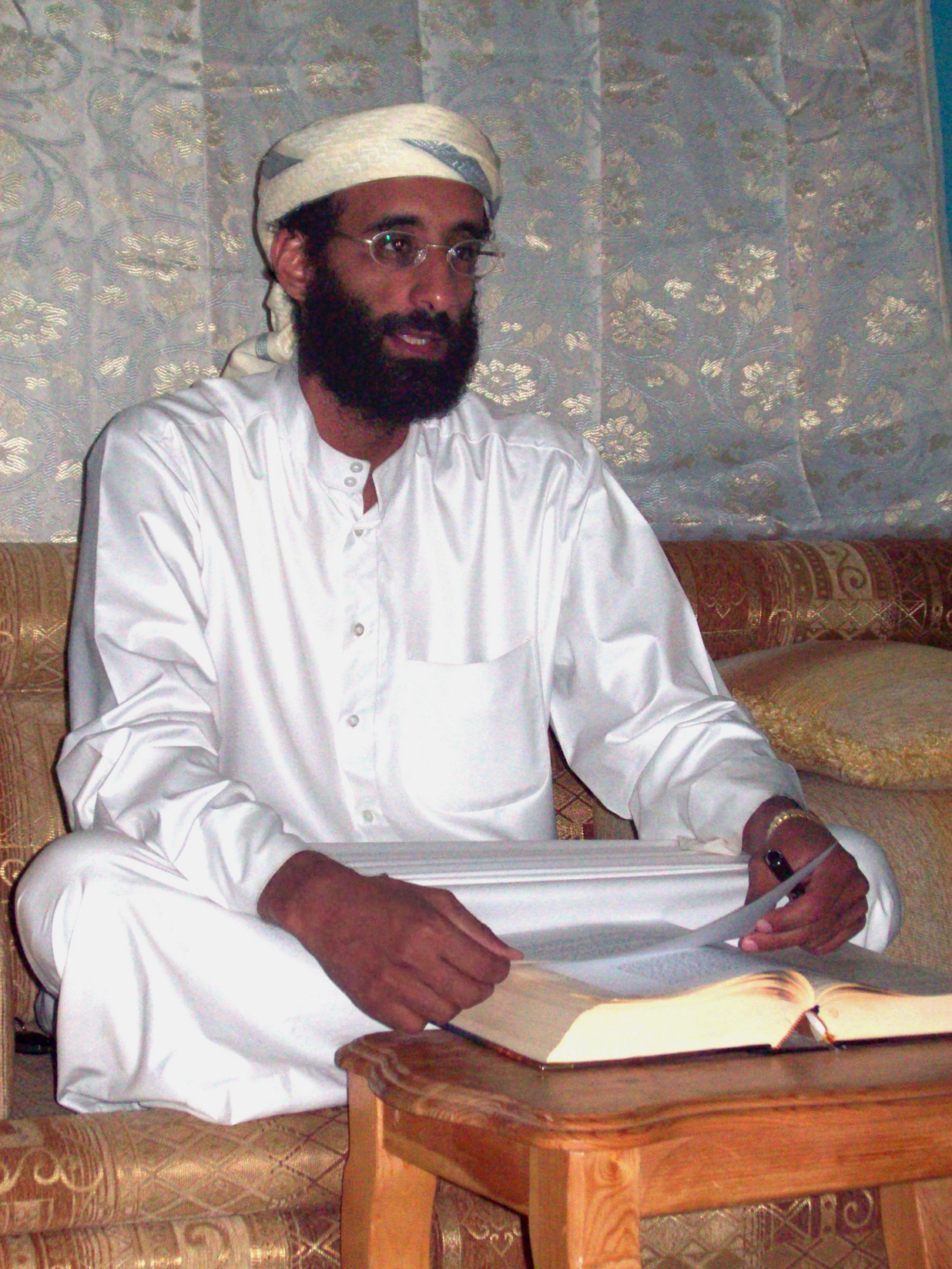
مفتي القاعدة أنور العولقي.

كان لقطب تأثير على المتمردين الإسلاميين في مصر وأماكن أخرى. كان تأثيره على تنظيم القاعدة محسوسًا من خلال كتاباته وأتباعه وخاصة من خلال شقيقه محمد قطب الذي انتقل إلى المملكة العربية السعودية بعد إطلاق سراحه من السجن في مصر وأصبح أستاذاً للدراسات الإسلامية وقام بتحرير ونشر وترقية أخيه. عمل سيد.
أصبح أيمن الظواهري عضوًا في جماعة الجهاد الإسلامي المصرية ولاحقًا مرشدًا لأسامة بن لادن وثاني أمير للقاعدة. تعرف الظواهري على قطب لأول مرة من قبل خاله محفوظ عزام،  الذي كان قريبًا جدًا من سيد قطب طوال حياته. كان محفوظ عزام طالبًا لسيد قطب، ثم ربيبًا، ثم محاميًا شخصيًا ومسؤولًا عن تركته - وكان من آخر الأشخاص الذين رأوا قطب قبل إعدامه. بحسب لورنس رايتالذي قابل عزام، "سمع الشاب أيمن الظواهري مرارا وتكرارا من عمه المحبوب محفوظ عن نقاء شخصية قطب والعذاب الذي تعرض له في السجن". أشاد الظواهري بقطب في عمله فرسان تحت راية النبي. وفي إشادة لقطب كتب الظواهري:
وأكد سيد قطب على أهمية التوحيد في الإسلام بما فيه توحيد الحاكمية، وأن الصراع بينه وبين أعدائه هو في جوهره اختلاف عقائدي حول موضوع وحدانية الله، وهي مسألة من يملك القوة: الله. وشريعته (القانون الإسلامي) أو القوانين المادية الوضعية. على الرغم من أن ... قطب ... تعرض للقمع والتعذيب من قبل نظام عبد الناصر، كان تأثيره على الشباب المسلم هو الأسمى. (سيد) كانت رسالة قطب ولا تزال كذلك أن يؤمن بوحدانية الله وعلو السبيل الإلهي وحاكميته، وهذه الرسالة أشعلت نار الثورة الإسلامية ضد أعداء الإسلام في الداخل والخارج، فصول ثورته تتجدد يوماً بعد آخر".

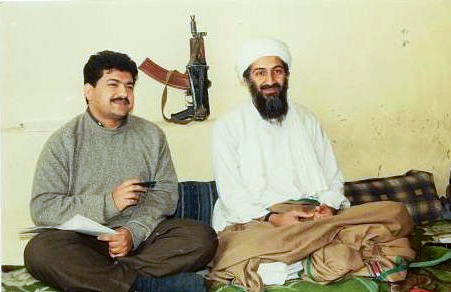
كان أسامة بن لادن عضوًا في جماعة الإخوان المسلمين وأحد المتأثرين بفكر سيد قطب ودعوته للجهاد العالمي.

كما تعرف أسامة بن لادن على شقيقه محمد قطب. قال صديق الكلية المقرب لبن لادن، محمد جمال خليفة، لرايت، إن بن لادن يحضر بانتظام محاضرات عامة أسبوعية لمحمد قطب في جامعة الملك عبد العزيز، وأنه وبن لادن "قرأا سيد قطب. أثرت على جيلنا".
تأثر أنور العولقي أثناء سجنه في اليمن بأعمال سيد قطب. كان يقرأ 150 إلى 200 صفحة يوميًا من أعمال سيد قطب، واصفًا نفسه أثناء قراءته بأنه "منغمس جدًا مع المؤلف أشعر أن سيد معي في زنزانتي يتحدث معي مباشرة". من ناحية أخرى، صرح أستاذ التاريخ المشارك في جامعة كريتون، جون كالفيرت، أن "تهديد القاعدة" قد "احتكر وشوه فهمنا" لـ "مساهمة قطب الحقيقية في الإسلاموية المعاصرة".

### الثورة الإيرانية
كان قطب مصدرًا مهمًا للتأثير على روح الله الخميني وغيره من المثقفين الشيعة الإيرانيين قبل الثورة الإيرانية عام 1979. في عام 1984 كرمت جمهورية إيران الإسلامية في عهد الخميني "استشهاد" قطب بإصدار طابع بريدي مميز يظهره خلف القضبان. تمت ترجمة أعمال سيد قطب من قبل الإسلاميين الإيرانيين إلى اللغة الفارسية وحظيت بشعبية ملحوظة قبل الثورة وبعدها. ترجمت شخصيات بارزة مثل المرشد الأعلى الإيراني الحالي علي خامنئي وشقيقه محمد علي خامنئي وأحمد أرام وهادي خسروشاهي وغيرهم أعمال سيد قطب إلى الفارسية.
على الرغم من أن الاهتمام بأعمال سيد قطب بلغ ذروته خلال السنوات التي أعقبت الثورة الإيرانية مباشرة، فقد أصبح الإسلاميون الإيرانيون يعارضون بشكل تدريجي قطب وأفكاره المتشددة مع مرور الوقت. كان أحد مصادر النقد من رجال الدين الشيعة الذين اعتبروا أفكار قطب سنية متأثرة واتهموه بالهرطقة لأسباب طائفية. كتب رجال دين مثل أبو فضل رضوي أردكاني، وسيد إبراهيم مولاني، ومرتضى مطهري، وغيرهم العديد من الأطروحات التي تعارض أفكار قطب، وخطابه المناهض لرجال الدين، وأدانوا أولئك الذين نشروا أعماله في إيران.
عقدت منظمة شبابية إسلامية إيرانية تُدعى مركز فنون الشباب الفكري مؤتمراً حول فكر قطب في طهران في عام 2015، حضره كبار القادة الدينيين والمفكرين من الثورة الإيرانية. أعرب معظم المشاركين عن وجهات نظر سلبية بشأن قطب. واعتباره من دعاة الأفكار المتطرفة. جادل الدكتور علي أكبر عليخاني، الأستاذ المشارك في جامعة طهران، بأن "النظرة الثنائية للعالم" القطبية التي قسمت مجتمعات بأكملها إلى جاهلي وتوحيدي، ونظرته المتشائمة للعدالة، إلخ ، ولدت كراهية شرسة ضد غير المسلمين؛ وبلغت ذروتها في الأعمال الوحشية التي ارتكبتها الجماعات الإرهابية مثل تنظيم الدولة الإسلامية (داعش). انتقد العالم الشيعي أحمد رادار دعوة قطب لعمل متشدد لا هوادة فيه باعتباره يخدم الأساس الفكري للجماعات الجهادية مثل القاعدة وداعش، إلخ. قلل المؤرخ موسى النجفي من أهمية دور أفكار قطب في الثورة الإيرانية وقال إن الرمزية الثورية متأصلة في تقاليد العلماء الشيعية. الذي نقله الخميني وأتباعه. ووصف النجفي قطب بأنه عالم رجعي وطائفي كانت حلوله السطحية والرائعة موجهة دائمًا نحو التكفير الجماعي للمسلمين والتطرف الديني. على الرغم من استمرار بعض المثقفين من غير رجال الدين في محاولات الدفاع عنه، إلا أن سيد قطب يُنظر إليه بشكل سلبي بين الخمينيين المعاصرين وعلماء في إيران .

## وصلات خارجية
- سيد قطب على موقع الموسوعة البريطانية (الإنجليزية)
- سيد قطب على موقع إن إن دي بي (الإنجليزية)
- سيد قطب.. الأديب والمصلح الاجتماعي، إسلام أون لاين
- سيد قطب، موقع الملتقي
- الحلقة الثانية: وقفة مع سيد قطب، من مذكرات د.يوسف القرضاوي، شبكة إسلام أون لاين
- قصة مقتل سيد قطب، للشيخ عبد الحميد كشك، موقع طريق الإسلام
- سيد قطب مفكر جماعة الإخوان المسلمين، المعرفة، ملفات خاصة 2002 م، الجزيرة نت
- سيد قطب، برنامج ممنوعون، قناة الجزيرة، 22 مايو 2004 م
- الاديب والمفكر - موقع قصة الإسلام
- صفحة سيد قطب على موقع أبجد